# Нарвська вулиця (Київ)
На́рвська ву́лиця — зникла вулиця, що існувала в Дарницькому районі міста Києва, місцевість село Шевченка. Пролягала від вулиці Юрія Шевельова до Брацлавської вулиці. 
Прилучалися вулиці Тростянецька, Карамзіна, провулки Гостинний та Нарвський.

## Історія
Вулиця виникла, ймовірно, не пізніше кінця 1940-х років під назвою 40-ва Нова. Назву Нарвська на честь міста Нарви вулиця отримала 1953 року. 
Ліквідована в середині 1980-х років у зв'язку зі знесенням малоповерхової забудови села Шевченка та частини Нової Дарниці.